# 超級氣泡

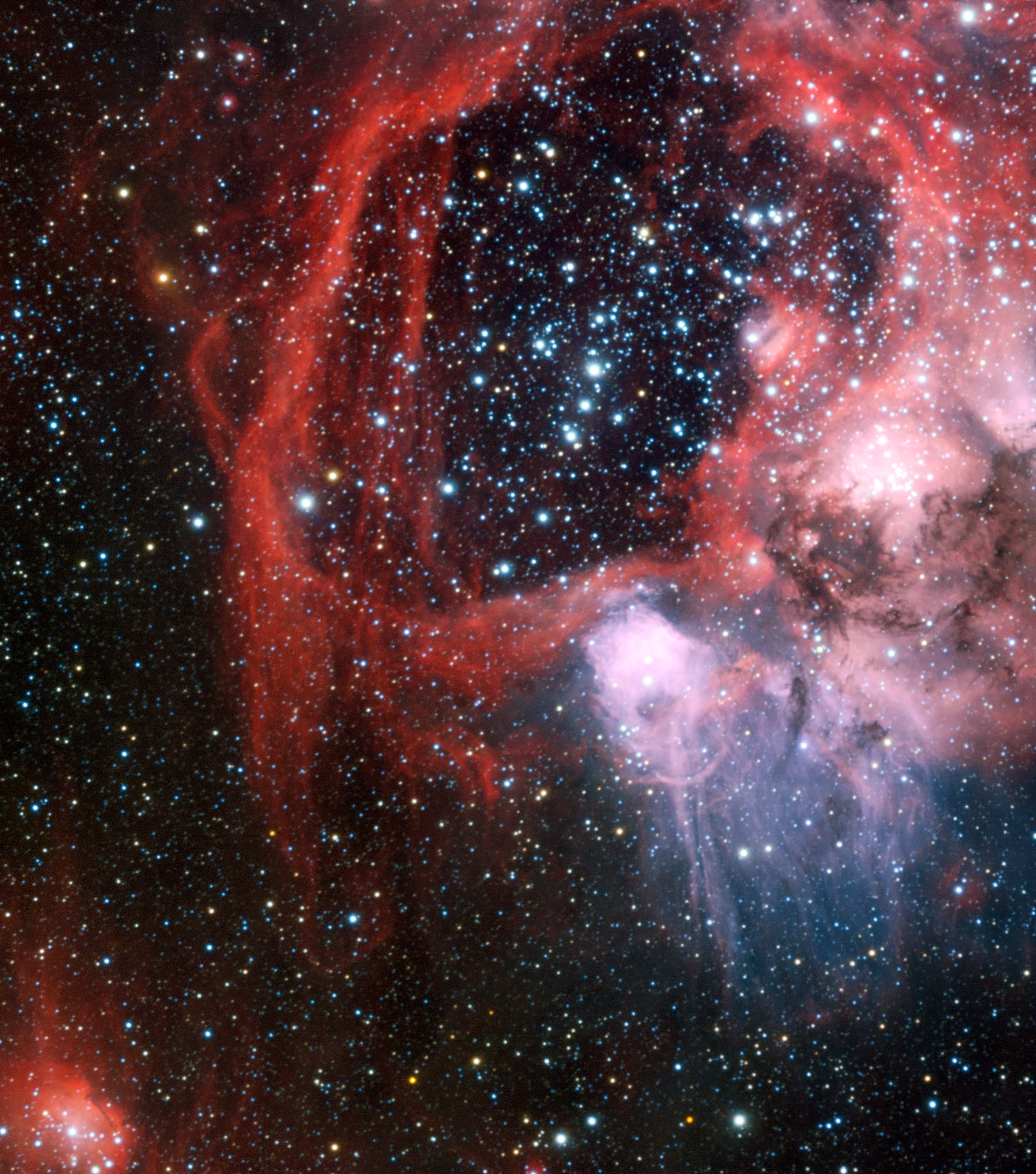
甚大望遠鏡拍攝在大麥哲倫星系內的超級氣泡LHA 120-N44的影像。創建者：ESO/ Manu Mejias。

超級氣泡是天文學的術語，用來描述橫越數百光年，被數顆超新星和恆星風充滿了106 K氣體的空洞。太陽系就位在一個古老的，被稱為本地泡的超級氣泡的中心，它的邊界在數百光年的距離之外，可以追蹤使恆星消光的塵埃突然增加的區域來界定。

## 形成
質量最大的恆星，質量的範圍從8倍太陽質量至大約100倍太陽質量，和經常聚集成OB星協，在光譜類型為O和早期的B型恆星。巨型的O型恆星有強大的恆星風，並且這些恆星會以超新星的爆炸結束它們的生命。
最強烈的恆星風釋放的動能高達1051 爾格（1044 J），相當於一顆超新星的爆炸。這些恆星風可以吹出直徑數十光年的恆星風泡 。
同樣的，超新星的爆炸驅動的爆炸波可以達到更大的空間，並以每秒钟數百公里的速度向外擴張。.
OB星協中的恆星不會受到重力的束縛，但是會以大約20 km s-1的速度在最強大的恆星風泡內相互漂離。結果是，大多數的超新星爆炸都發生在這些恆星風泡雕琢出來的空洞之內。它們從未形成可以看見的超新星殘骸，反而以高效率將它們的能量以聲波的型式置入高熱的內部。足夠大的超級氣泡可以穿越整個星系盤吹送過來，釋放它們的能量進入周圍的星系暈，甚至是星系團內介質中。
被超級氣泡清除的星際氣體冷卻後，會形成密度較高的殼包圍在空洞的周圍。這些殼最初是在21公分波長的氫譜線觀測中被發現的，導致超級氣泡形成的理論的公式化。它們也觀察到了來自內部高溫氣體的X射線，來自離子殼層的可見光和從殼層上清掃出塵埃的連續性的紅外線輻射。X射線和人類可以看見的可見光輻射是較年輕的超級氣泡典型的輻射，而21公分波長的輻射則來自更大、更老的對象，甚至是多個超級氣泡的結合，並且有時為了區別它們而稱之為超級殼層。

## 超級氣泡的例子
- 反銀心殼層：一個曾被稱為竊笑者的超級殼層。
- Henize 70 [7]
- 本地泡：包含太陽系的超級氣泡
- 麒麟熱斑 (Monogem Ring) [8]：倫琴X射線天文台 (ROSAT)在軟X射線能量待發現的超級氣泡，位於麒麟座和雙子座之間，距離大約1,000光年。他被認為是高度發展的86,000年前超新星殘骸。如果它在可見光也有一樣的亮度，將會照亮夜空中25°直徑的範圍。
- 在大麥哲倫星系的LHA 120-N 44 (N44) [9][10]。
- 蛇夫座超級氣泡（英语：Ophiuchus Superbubble）[11] [12]
- 盾牌座超級殼層 [13] [14]。
- 獵戶-波江超級氣泡

## 外部連結
- Tenorio-Tagle, G., & Bodenheimer, P. "Large-scale expanding superstructures in galaxies （页面存档备份，存于）". 1988, Annual Review of Astronomy and Astrophysics 26, 145-197. General overview.